# Jan Wieczorkowski (samorządowiec)
Jan Andrzej Wieczorkowski (ur. 6 marca 1946 w Rabce-Zdroju) – polski samorządowiec, inżynier i urzędnik, w latach 1991–1995 burmistrz Rabki-Zdroju, w latach 1999–2002 członek zarządu województwa małopolskiego. Ojciec aktora Jana.

## Życiorys
Wywodzi się z rodziny Kadenów, która posiadała znaczny majątek w Rabce-Zdroju (znacjonalizowany po II wojnie światowej). Jego ojciec Jan do 1948 zajmował stanowisko dyrektora tamtejszego sanatorium, a sam Jan Wieczorkowski starał się o jego odzyskanie lub zakup podczas jego prywatyzacji w XXI wieku. W 1972 ukończył studia na Wydziale Wiertniczo-Naftowym Akademii Górniczo-Hutniczej. Po studiach do 1976 pracował w Warszawskim Przedsiębiorstwie Geologicznym, następnie do 1991 prowadził warsztat samochodowy.
Od 1991 do 1995 roku pozostawał burmistrzem Rabki-Zdrój z ramienia Komitetu Obywatelskiego, od 1994 do 1998 zasiadał w radzie miejskiej. Następnie przez trzy lata był dyrektorem Biura Stowarzyszenia Gmin Małopolski, a także wiceprzewodniczącym Federacji Związków i Stowarzyszeń Gmin Polskich oraz członkiem władz lokalnych stowarzyszeń międzygminnych i transgranicznych (m.in. Euroregionu Tatry).
Zaangażował się w działalność w ramach Akcji Wyborczej Solidarność, od 1999 był wiceszefem struktur Ruchu Społecznego AWS w Krakowie. W 1998 kandydował do sejmiku małopolskiego. 1 stycznia 1999 został członkiem zarządu województwa odpowiedzialnym za kulturę i sport jako reprezentant Małopolskiej Prawicy (skupiającej AWS, SKL, później też PiS i LPR). Stanowisko to zajmował do końca kadencji 20 listopada 2002. W 2002 bez powodzenia wystartował w wyborach do sejmiku województwa z listy PO–PiS (jako reprezentant pierwszej partii).
Od 2002 do 2010 jako pierwszy zajmował fotel prezesa Małopolskiej Organizacji Turystycznej, a od 2004 do 2011 był drugim wiceprezesem ds. technicznych Wojewódzkiego Funduszu Ochrony Środowiska i Gospodarki Wodnej. Zasiadał w radach nadzorczych Małopolskiej Agencji Rozwoju Regionalnego i Radia Kraków. Związał się w międzyczasie z Ligą Polskich Rodzin, z jej listy kandydował do: Parlamentu Europejskiego w 2004, Sejmu w 2005 i 2007 oraz sejmiku w 2006.
Żonaty, ma dwoje dzieci, w tym aktora Jana. Mieszkał w Rabce-Zdroju i Krakowie. Otrzymał Krzyż Kawalerski Orderu Odrodzenia Polski (2000), a w 1993 Złoty Krzyż Zasługi za zasługi w pracy zawodowej i działalności publicznej.